# カルボンマーケット

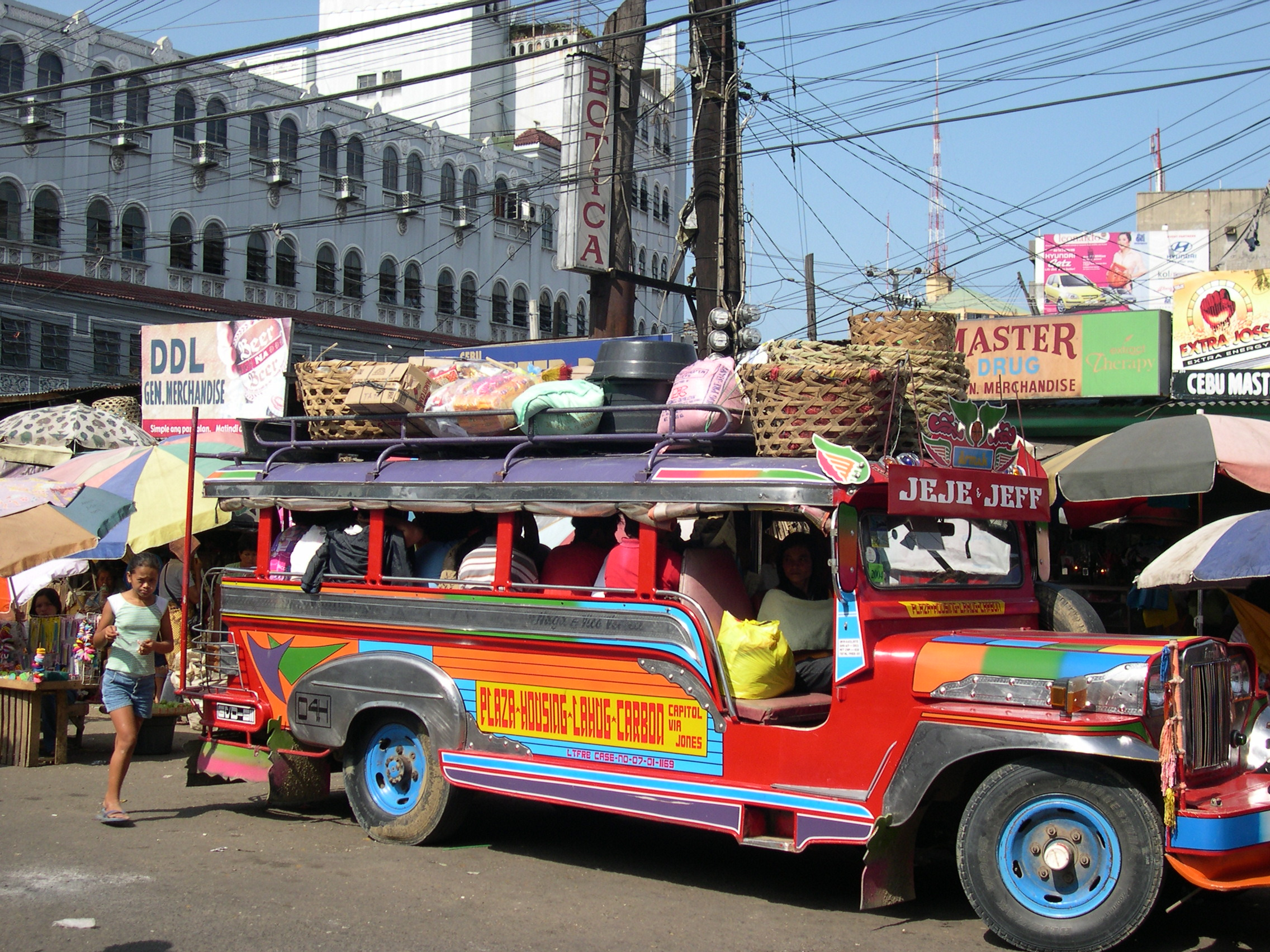
フィリピン、セブ市の商業地区内のカルボンマーケットでジプニーが客を下ろすために待っている様子

カルボンマーケットとはフィリピンの中部ビサヤ地方に位置するセブ市最大の最も歴史あるファマーズマーケットであり、セブにおける主要な観光地である。ここは車椅子でも訪れる事ができる。カルボンマーケットはセブの商業地区であるMC Briones沿いのエルミタのバランガイに位置しており、この地域で最も多くのバスやジプニーが通っている販売されている商品には服やボホール島のカラマンシーのバスケット、魚、鶏、トライプなどがある、トライプは手で作られており、お土産品として売られている。
カルボンマーケット周辺の商業地区は犯罪地域として有名であるが、警察や売り手、周辺住民によって取り締まられている。

## 歴史
カルボンマーケットはセブ鉄道から駅に降ろされた石炭にちなんで名付けられた。別の説によれば19世紀に石炭の燃え殻がこの場所に投棄された事にちなんで名付けられた。2009年にカルボンマーケットは100周年を迎えた。
2000年に、いくつかの売り手が商品を売るための組合を創設し、さらに2つの組合がカルボンマーケットの別のグループによって造られた。2002年にカルボンマーケットベンダー開発協同組合はこれら3つの組合が合併して出来た。
2007年にカルボンマーケットの改築は政治的な論争をもたらし、主要な売り手の一つがエルミタのバランガイから市議会に立候補し、政治的論争に勝利した。
2009年9月にセブ市の政府は大きな商品の売り手を新しい市場であるバグサカンマーケットに移した。